# Hejná
Hejná (en allemand : Heyna, de 1939 à 1945 : Heinau) est une commune du district de Klatovy, dans la région de Plzeň, en République tchèque. Sa population s'élevait à 161 habitants en 2021.

## Géographie
Hejná se trouve à 4 km au sud-ouest de Horažďovice, à 30 km au sud-est de Klatovy, à 55 km au sud-sud-est de Plzeň et à 104 km au sud-ouest de Prague.
La commune est limitée par Velké Hydčice au nord, par Horažďovice au nord et à l'est, par Kalenice, Kejnice, Nezamyslice et Žichovice au sud, et par Rabí à l'ouest.

## Histoire
La première mention écrite de la localité date de 1045.

## Galerie

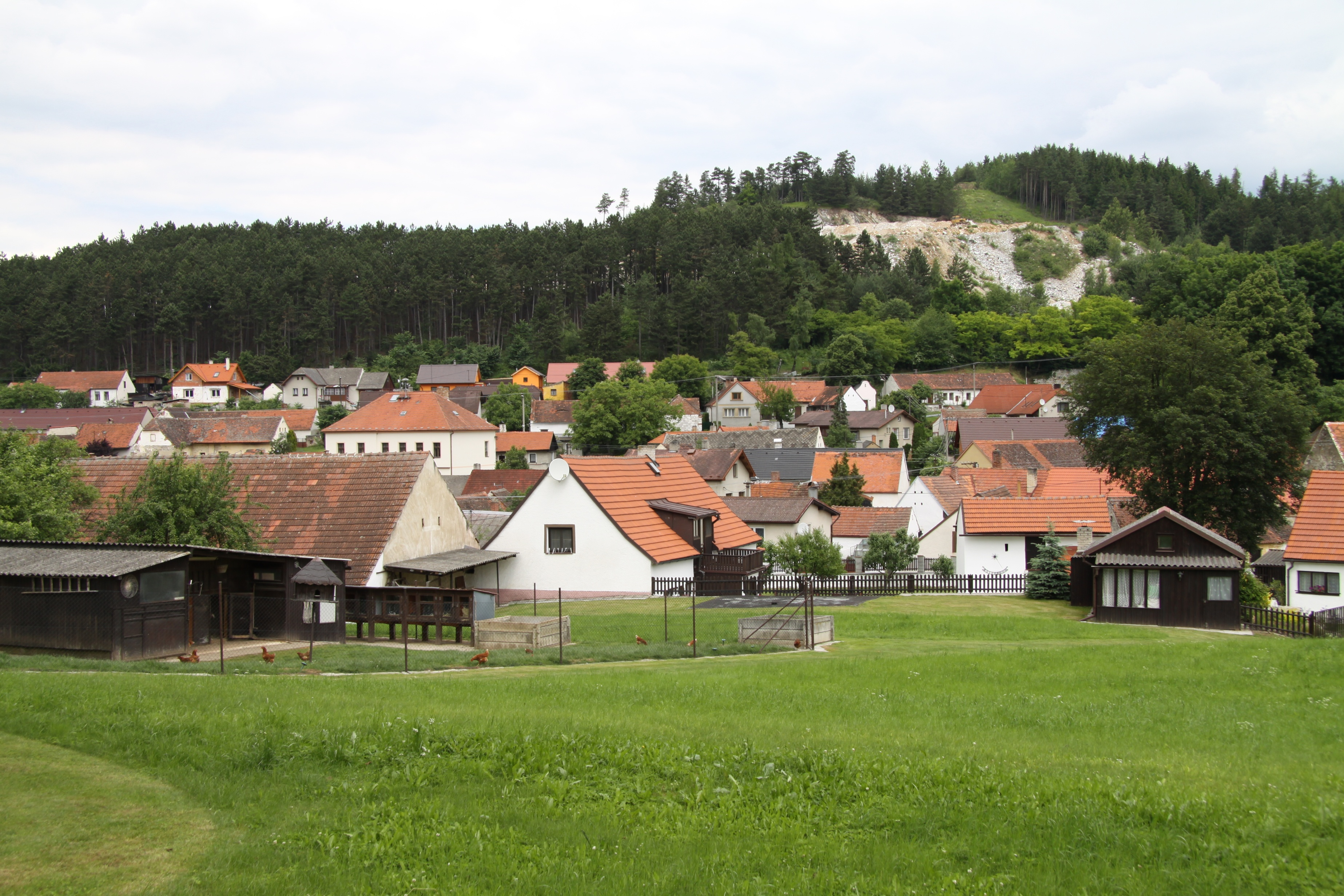
Hejná : vue générale.
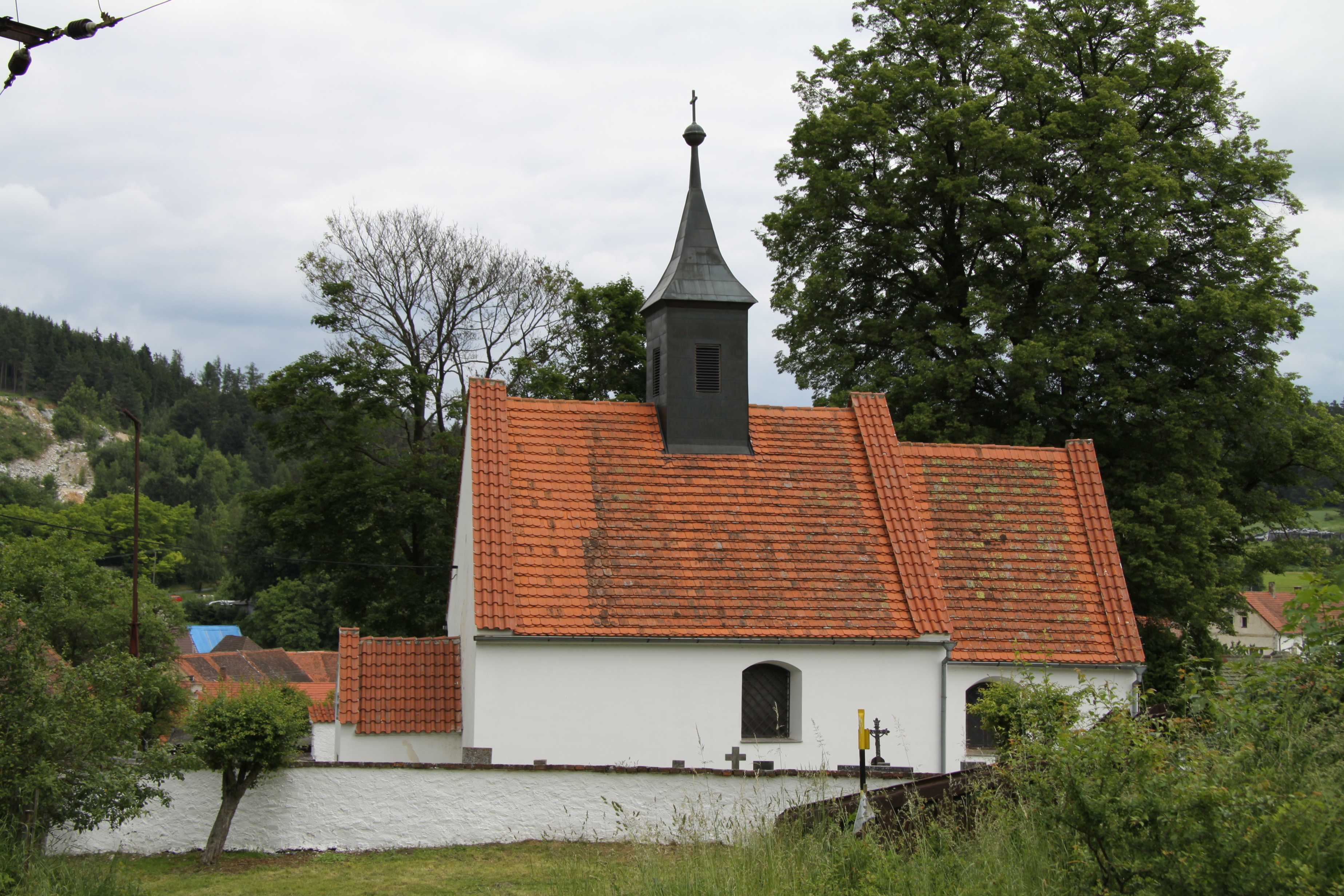
Église à Hejná.

## Transports
Par la route, Hejná se trouve à 6 km de Horažďovice, à 21 km de Strakonice, à 40 km de Klatovy, à 67 km de Plzeň et à 119 km de Prague.